# 無綫電視動畫播放歷史
無綫電視動畫播放歷史，是指香港電視廣播有限公司（無綫電視）旗下電視頻道對動畫的播放與發行歷史，以及箇中處理手法。其中中文頻道播放的動畫經由無綫電視粵語配音組配音，絕大部份為日本及歐美的外購動畫，僅有少部份是無綫電視自行製作或其子公司翡翠動畫製作。播出頻道主要有翡翠台、明珠台及TVB Plus，過去曾包括高清翡翠台及J2，發售版本有VCD、DVD-Video。近年亦有為myTV SUPER上架之動畫製作配音版本。2024年4月22日，J2停播，由TVB Plus替代。

## 類型

### 自製動畫
| 首播日期                                    | 頻道   | 中文名稱                                                      | 集數 | 備註                          |
| ------------------------------------------- | ------ | ------------------------------------------------------------- | ---- | ----------------------------- |
| 1987年                                      | 翡翠台 | 成語動畫廊                                                    | 180  | 自製動畫                      |
| 1988年                                      | 翡翠台 | 小悟空                                                        |      | 自製動畫                      |
| 2003年7月12日 2004年11月13日 2007年12月12日 | 翡翠台 | 神鵰俠侶I 古墓奇緣 神鵰俠侶II 襄陽風雲 神鵰俠侶III 十六年之約 | 26   | 第1輯（港日合作） 第2輯 第3輯 |
| 2004年6月4日                                | 翡翠台 | 大頭狗仔隊                                                    | 39   | 港日合作                      |

## 歷史
1976年，無綫電視已設立自己的動畫製作團隊，為電視節目（以片頭為主）、宣傳片、新聞解說等範疇製作動畫短片:82，初期至1982年由臺灣人李森領導，他出身於臺灣動畫片先驅趙澤修的公司。1979年無綫的動畫部門大幅擴充人手，該時期加入的有紀陶、後來長期從事音樂影片創作的張文幹、來自中國內地的符世深等人。無綫在《1980年度香港小姐競選》製作了一個合成動畫與真人演出的表演環節，獲得國際獎項。隨後兒童節目《跳飛機》、《430穿梭機》等節目均採用不少動畫短片。:14
1980年代中期無綫曾先後派員赴日本及澳洲考察:16。1985年宣佈與深圳市文化部門合作，籌備成立動畫製作公司及於深圳設置廠房，1986年翡翠動畫（Jade Animation Ltd）成立，由曾為「佳視六君子」之一的石少鳴擔任經理，該年1月建立深圳製作廠。無綫先後引進了美國製造商Neilson-Hordell的輕便型動畫攝製器材及日本製造商SEIKI的系統:16。1987年翡翠台播出動畫《成語動畫廊》，為無綫首套自製動畫作品。當時亦宣佈舉辦動畫師職訓班，出身者包括來自香港的何知力、關玄昌等，來自中國內地的梁嘉曉、孔慶昌、趙軍、夏國譽等:16。後又製作了《小悟空》，最初由紀陶及符世深執導:16。動畫廠的業務亦包括替日本及美國的動畫進行加工:83。
1992年8月，翡翠台播映《大拇指姑娘》，比日本本土首播更早，創香港動畫播放史上之先例。
1994年暑期播放的《美少女戰士》備受注目，罕見地以星期一至五17:30時段節目成為收視冠軍，收視率更曾達到39點，此數字當時晚間黃金時段劇集也不易達到。其後多年，無綫播出了此動畫系列多個續作。1995年，原作者武内直子與日本電視台代表曾到訪無綫配音組。
1997年7月7日，翡翠台播出動畫《自古英雄出少年》，為無綫播出的首套中國大陸動畫。
1999年10月30日，翡翠台播出動畫《搞笑拯救隊》，為無綫播出的首套韓國動畫。
2008年，無綫開設年輕人專屬的娛樂節目新頻道J2，深夜動畫時段逐漸轉移至該頻道，亦令動畫播放進入高峰期（見下節）。
2014年7月9日，翡翠台開始為下午兒童時段首播的動畫提供下集預告，首套動畫為《光之美少女：美樂天使》。
2015年9月，J2開始播放六合彩攪珠及賽馬等博彩節目，包括動畫的J2原節目因此大受影響，J2取消傍晚動畫時段。
2016年11月19日，J2增設週末首播日間動畫時段，為逢星期六（非賽馬日）12:30至13:30（後改為13:30至14:30）或星期日（賽馬日）08:35至09:35，主要播放青少年動畫，每次連播兩集（但此組時段相當飄忽不定，除了會受賽馬影響而星期六未能播放外（賽馬日絕大多數是星期日，故星期六通常會播放），還常因其他節目調動而有時僅播一集半小時、提前或延遲播放甚至取消，直至2022年9月J2取消轉播賽馬節目後恢復為固定播映時段），但供應量仍受制於翡翠台首播日間時段及J2首播夜間時段，頭炮是《幻影籃球王III》。
2017年4月8日、7月29日及10月8日，翡翠台先後全面取消星期一至五16:15至16:50首播動畫改為重播舊作至今；更改星期六11:15至11:50首播特攝時段為重播或隨機首播節目（此時段於2018年11月10日起改為10:50至11:15及2022年12月24日改為10:15至11:15）；星期日10:00的首播動畫時段由連播兩集（1小時）減為只播1集（半小時，10:30）。2019年12月1日及2021年4月24日，翡翠台分別暫停前述星期日及星期六上午首播動畫時段並改為重播無綫自製兒童向綜藝節目。
2022年3月13日，受第5波2019冠狀病毒病香港疫情爆發影響，配音組人手不足，原定當日播放的特攝《機界戰隊》被抽起，改為重播動畫。4月上旬動畫播放情況惡化，首播中的動畫被迫暫停播出及多套即將首播的動畫也被抽起，4月19日起全面暫停配音組製作日間首播動畫，僅夜間動畫《食戟之靈》在作出臨時更替部分休假配音員的情況下正常播出。直至同年6月全面恢復播放日間首播動畫。
2022年5月14日及12月24日，為趕及播畢《超速變形》，自2017年10月相隔約4年半再次於翡翠台出現兩集連播（1小時）的節目安排；首播中間定位動畫《達爾大冒險（2020年版本）》（第1-50集），惟播出後遭不少觀眾投訴因《達》沒有作電視節目分類而導致刪剪嚴重。
2022年6月17日，《小書痴的下剋上》（第一季）成為首套沒有在免費頻道播映而直接於點播收費平台上架的雙語版動畫節目，自TVB兒童台於2015年取消以來再次提供收費用戶優先觀看的動畫節目，亦相隔17年再次提供收費用戶優先觀看的非兒童向動畫節目。2024年3月4日，《小》於翡翠台《Hands Up》時段内播出，但不提供雙語廣播，為繼《放學ICU》之後再次在自製兒童節目中播出外購動畫。
2023年6月10日，《達》播畢後暫停播放日間非兒童向動畫，直至2025年1月19日播放《LET'S CAMP! 露營少女》第三季並相隔超過5年再次恢復星期日上午首播動畫時段。

### 成人題材及夜間時段
早年動畫節目幾乎只會在兒童時段（約15:45至18:00）播放。1976年12月19日，《海王子》接替特攝《銀面飛俠》逢星期日08:00至08:30足本播出，成為香港電視廣播歷史上首套尺度較大、取材較成熟的非兒童向動畫，其後該時段播出的動畫太空堡壘、無敵飛天俠、飛船流浪記及《高立的未來世界》均定位為非兒童向，但《高》1980年10月26日播畢後9年都不設相關固定時段。1989年9月9日，《相聚一刻》（第43至96集）在星期六、日上午播放直至1990年8月25日，隨後5年非兒童向動畫全面移師至深夜時段直至「超動感OVA特區」誕生。
1980年代末，香港上映多套日本成人向動畫電影，形成熱潮，在這背景下無綫開創夜間動畫時段。此時段始於1990年1月6日，逢星期日凌晨（即星期六晚進入深夜的時段，時間不太固定，通常約00:05至01:00），播放非兒童向、尺度較寬鬆大膽的日本電視動畫劇集及OVA。頭炮是《聖鬥士星矢》，每次連播兩集（55分鐘）。據當時的收視調查，有超過一百萬觀眾於深夜時段收看。
1990年10月9日，夜間動畫加碼，逢星期二23:00至23:30，播放《城市獵人》，此時段遂成為《城》專屬時段，罕有地連續近3年，無間斷無調動時段，連續播放《城》第1至3季。當時配音組於《城》原創的粵語對白如「有孟波 冇囉唆」、「肥婆奶奶」，膾炙人口。
1991年4月27日，翡翠台播畢《聖》後，該時段一度暫停動畫節目，僅於同年6月1日至22日及7月6日，星期六晚間播放數套動畫電影，及於6月29日播放《橙路》OVA。同年10月6日，《龍珠二世》於同時段接棒。
1993年3月7日，《龍》暫時停播，星期日深夜動畫時段又再暫停（偶爾重播動畫電影，至近兩年後的1995年1月恢復）。同年9月28日，《龍》於逢星期二23:00至23:30復播，接替剛播畢的《城》。
1993年11月28日，因對撼亞視的《亂馬½》，《龍》調往逢星期日22:05至23:00，為翡翠台首套在黃金時段播出的動畫。前述星期二晚間時段遂無以為繼，自此所有動畫節目不再於平日晚間播出。是年亞視以《亂》為代表的動畫播放安排，被視為對無綫威脅加大，雙方競爭白熱化。
1994年9月25日，《龍》再暫停，僅於同年10月2日及9日凌晨播放《龍》劇場版。其後3個月該時段播放日劇《同班同學》，所有首播及重播夜間動畫全面暫停。
1995年1月8日，逢星期日凌晨播放《搏擊之男》，自《聖》起的週末深夜動畫時段得到恢復。其後無綫持續於相類時段大致無間斷提供不少夜間動畫。包括1995年10月至1997年1月長期播映名作《幽遊白書》。
1995年11月25日，無綫開創星期六約11:15至11:45「超動感OVA特區」常規非兒童向時段並接替過往的常規特攝時段。
1996年6月8日至1997年6月21日，夜間動畫加碼，星期六凌晨時段播放《龍珠二世》及重播《潮與虎》。
1997年8月16日，翡翠台播畢《青空少女隊》後「超動感OVA特區」時段結束，非兒童向OVA亦併入星期六日上午時段播放。此前，相關時段由《鬼神童子》接棒。
1997年10月13日至2001年12月24日，香港賽馬會節目（賽馬預報、賽馬匯報）於翡翠台固定播出，星期日凌晨時段必受影響，週末深夜動畫時段改於星期一凌晨，1999年10月起另加星期五凌晨時段以作分流或替代安排並沿用至現時J2深夜時段，及擴大暑假期間的播映時段。而《全職獵人》於稍早的2001年12月16日恢復星期日凌晨的深夜動畫時段。
1998年1月至7月，翡翠台暫停首播夜間動畫長達半年。
1999年1月10日，翡翠台播出動畫《古怪獵人》，為無綫購入的首套日本深夜動畫，但被無綫安排在星期日下午5時25分播放。
2000年5月12日，翡翠台播出動畫《爆熱時空》，為無綫購入的第3套日本深夜動畫，也是首套在香港深夜時段播放的日本深夜動畫。
2002年7月至2003年7月及2003年9月至2004年9月，翡翠台分別暫停首播夜間動畫長達一年，期間僅於2003年7月至9月星期一凌晨播放《全職獵人》OVA。
2005年2月26日，翡翠台播出動畫《鋼之煉金術師》，為翡翠台第二套在黃金時段播放的動畫。2005年3月1日，無綫更為《鋼》舉行首播記者會，安排製作《鋼》的Aniplex 監制勝股英夫，從日本抵港接受無綫訪問。《鋼》受到無綫的種種厚待及重視，為前所未有，至今仍後所未見。
2006年9月24日，無綫播出動畫《甲賀忍法帖》，為香港史上首套所有集數均被列為「M成年觀眾」的動畫。
2008年，隨著新頻道J2開設，首播夜間動畫的檔期及供應大增，首套在J2播放的動畫為《漂靈》，無綫動畫節目進入巔峰期，同時也是日本動畫在港播放的黃金期，直至2012年4年間已經播映約50套夜間動畫，差不多等於過去18年間在翡翠台播映夜間動畫的總和。而夜間動畫及OVA逐漸轉在翡翠台逐漸淡出，翡翠台只偶爾重播舊作。與此同時，過去因《銀河戰警》事件而收緊PGXXH類動畫在日間播放的安排可改於晚上黃金時段播出作為替代，自此動畫亦分為四種不同尺度分別於上午、下午兒童時段、晚間黃金時段及深夜播出。
2011年8月21日，翡翠台重播完《火影忍者》（159至220集）後，夜間動畫全面撤出翡翠台並轉移至J2，翡翠台僅偶爾在夜間播放一次性的動畫電影。
2012年5月28日，J2取消星期一至四21:30至22:00、星期五21:30至22:30、星期六00:00至00:30和星期日23:30至24:00的動畫時段（後者後來恢復）。由此開始，無綫動畫節目開始進入衰落期。
2013年9月16日，J2把星期一至四黃金時段的動畫，調往凌晨00:00後，因此翡翠台恢復播映PGXXH類動畫（稍早於同年5月起實施，僅適用於《FAIRY TAIL魔導少年》）。
2015年8月8日，J2播出動畫《熱血自由式》第二季為首套在深夜時段首播而沒有分類為「PG家長指引」或/及「M成年觀眾」的動畫，與《LET'S GO! 登山少女》第一及第三季為至今僅三套沒有作電視節目分類的深夜動畫。
2016年10月7日至2021年10月18日，J2全面取消平日首播夜間動畫時段（2018年暑假期間除外），正式倒退回與「J2前年代」相若甚至更差的播放安排。
2020年，取消「J2動漫·熱」動畫節目宣傳及無綫電視節目巡禮動畫部分，2022年只恢復節目巡禮動畫部分。
2021年3月7日及6月5日，播畢《FAIRY TAIL魔導少年VI》後，3月8日至10月17日，J2所有首播夜間動畫時段暫停；播畢《加油啦！啦啦隊》後， 6月6日至9月3日，J2所有首播動畫時段暫停。
2021年10月18日及12月7日，J2分別恢復首播夜間動畫時段，同時恢復於平日播放動畫；及開創「Mtube」成年向時段，其後於此時段播出之所有動畫均有集數被分類為「M成年觀眾」。
2021年期間無綫推出《好聲好戲》等一系列配音相關節目，當時無綫因多年削減經費以致流失不少配音員，該舉動被視為重新重視配音員。期間無綫購入動畫《鬼滅之刃》系列於J2播映，舉行了一個《聲之呼吸》J2《鬼滅之刃 竈門炭治郎 立志篇》聲優選拔企劃，由觀眾投票選出主要角色的配音員。
2022年10月7日至11月11日，無綫播出動畫《出租女友》(第一季)，為繼《甲賀忍法帖》後，香港史上第二套所有集數均被列為「M成年觀眾」的動畫。11月11日播畢後即告取消以「Mtube」名義播放夜間動畫。2023年4月23日播畢《國王排名》後無限期暫停夜間動畫時段直至J2停播，受無綫電視持續虧損及配音員離職潮影響，首播夜間動畫至今於翡翠台、TVB Plus等頻道復播無期。

## 特色

### 與美日之區別
片頭或標題處，美日地區播出通常都不會讀標題。而無綫動畫因應香港觀眾不懂外語，配音員會讀標題（如果沒有讀標題，會用字幕標示，早期動畫不設字幕時則需依賴TVB周刊或報章節目表等途徑獲得中文標題），曾經成為習慣。現時不再為不讀日文標題的部分配音（最後一套讀標題為動畫《MIX》，隨後《LET'S CAMP! 露營少女》第二季在J2播出以及第三季在翡翠台播出時則跟隨第一季讀標題的安排）。
部分動畫上下半部分播放時間可能不一（3:7、4:6比，或反之亦然），同時在上半部分完畢及下半部分開始時展示動畫名稱或出現強制性固定情節（即「附有廣告時段」）的動畫一般都不會調動廣告時段（《新幹線戰士》、《屁屁偵探》等），否則一般都會把節目播到一半時分界；另外為符合《電視通用業務守則——節目標準》每段持續時間不得少於7分鐘的規定，即使一集動畫內有兩個上下部分播放時間不一的小單元或有三個小單元都不能倖免（《多啦A夢》、《忍者亂太郎》、《我們這一家》等）。

### 禁忌
受制於1995年12月11日起生效的「香港電視節目分類制度」，無綫動畫於下午兒童時段（15:45-18:00）、其他本地電視台除深夜時段外不允許說「死亡」、「吸煙」、「飲酒」及相關題材或詞語，因此被批評破壞原著，至於無綫安排在每日深夜及星期六、日早上播出的動畫、及所有劇場版則不在此限，而牽涉性題材、粗言或潮語等對白基本上不能在下午兒童時段出現，於分類制度生效前的節目於兒童時段重播時都不能倖免；不過曾因《銀河戰警》事件一度於2005年至2008年期間收緊星期六、日早上播出動畫的言語禁忌直至J2台啟播，但2005年起下午兒童時段的對白修正則維持至今，例如對白出現「激死」（廣東話，即白話文「氣死」之意）會被改為「激氣」、「害死我喇」會被改為「害得我慘」、「痴線」會被改為「傻咗」、「駛死」會被改為「冇命」等，但一般香港人很少會以此表達。

### 刪剪
無綫以至其他本地電視台同樣對大部分外購動畫作出刪剪。然而早期大多數觀眾只能通過免費電視來看動畫而不清楚這個動作。直至近年日本動畫能方便地觀看，甚至是先看日語原版再看配音版。觀眾近年在這種改變下發現各電視台的外購動畫內容被刪得十分嚴重，甚至能預計那些部分將會遭到刪剪。香港無綫電視、中國大陸或台灣經過後期製作後仍會保留外購動畫中的片頭回顧或下集預告，但香港各電視台於電視直播播出時都會被刪除。2014年起，翡翠台與ViuTV先後為部分兒童時段動畫提供下集預告。
播放內容方面，受到香港《廣播條例》、《電視通用業務守則——節目標準》、《刑事罪行條例》、《吸煙（公眾衛生）條例》的限制，需要對部分涉及暴力、色情、血腥、吸煙、靈異、危險行為動作的畫面刪除。某些畫面，如暴露女性胸部、暴露女性內衣褲、男女性全裸（但不涉及性器官）、非禮動作的鏡頭或一些呻吟聲、吸煙詳細姿態、以及一些靈異或不祥或危險行為動作的畫面，若在下午兒童時段（15:45-18:00）播出時必然刪除（主題曲部份也不能倖免，如《加速世界》及《四月是你的謊言》在下午兒童時段播出時要刪剪相關畫面，上午播出時則不在此限；翡翠台曾因《銀河戰警》事件一度收緊星期六、日早上播出的兒童類動畫至下午兒童時段的刪剪標準，J2啟播後解除大部分至PGXXL級別，惟2005年起在日間播映被列為PGXXH類的動畫數量大幅減少），但在夜間播出時亦未必保留（J2啟播前及現時的ViuTV，夜間動畫的所有有意圖性侵犯行為必定被剪；至今各電視台深夜動畫仍會對後述內容做出刪剪，包括描繪未滿十六歲少女胸部線條、所有粗口手勢如舉中指或Fig手勢（廣播條例明確表示不能使用粗口）、刻意展示香煙品牌、極為露骨或者過於暴力血腥的部分刪剪或打格（無綫自2021年11月起解除被分級為「M成年觀眾」動畫中對暴力血腥鏡頭的限制，並自2021年12月起放寬被分級為「M成年觀眾」動畫中對成人情節的限制，惟詳細描寫性行為的近鏡仍須刪剪），即使該動畫的當前播放集數分級為「M成年觀眾」）。此大幅修改的行為使部分年輕觀眾無法接受，絕大多數的動畫投訴則是源於刪減大量趣味性高的內容或原作中不可忽略的重要劇情。另外一個原因是通過刪減內容以保證其廣告時間，在OVA（30分鐘）上更刪至僅有一般TV動畫一集的時間（衹剩20分鐘），以兒童向OVA尤甚，深夜時段、週末上午「超動感OVA特區」時段或學校假期早上時段之OVA則得以足本播映；而早期有部分動畫（如第一輯《美少女戰士》、《百變小櫻Magic咭》、《皇家雙妹嘜》）更出現了部分甚至全部集數的標題畫面也被刪除的情況，但曾試過因時間不足而刪去部分或全段片尾曲而儘量避免刪減動畫內容。而1976-1980年的無綫通常會把部分星期日早上8:00播放的非兒童向動畫實行連原版片頭回顧、過場足本播映（30-35分鐘連廣告時段內，每集播放長達27-29分鐘，如有下集預告大多仍被刪除，即使保留都只以原聲播出）。
由於早年的無綫電視外購動畫通常先由節目部（現為法律及規管部）進行刪剪，然後才交給無綫電視粵語配音組進行配音（日方或代理商自90年代起對同期播映的動畫對外發售VCD作出要求而採取「先配音後刪剪」；1999年7月起將部分兒童向動畫設立兩級制，即先為符合最大尺度內的已刪剪片段配音，再抽起尺度過大的集數並安排在上午或深夜補播），故即使以後在晚間或深夜時段有機會重播部分早期的外購動畫，也無法做到足本重播，而部分則因尺度問題沒有播出VCD的足本版本。直到在2009年左右，無綫開始全面對新購入的外購動畫先採用完整原片進行配音，然後再交給節目部、法律及規管部進行刪剪，這個無法足本重播的問題才逐步得到解決（例如2009年首播的水田版第一輯《多啦A夢》第一集內容存在刪剪，重播的時候第一集補回足本內容進行重播。2012年首播的《加速世界》在首播的時候存在大量刪剪，後來於2014年深夜時段重播的時候大部分集數均補回足本內容進行重播。）。
2010年12月，J2重新實行首播動畫，全部足本播映，即不刪剪原版預告、過場；有些動畫沒有預告，無綫更會自製預告（2015年9月起取消）；不過，仍會有少許刪剪或打格，大致上會保持足本。第一套實行足本動畫是《WORKING!! 無聊西餐廳》。遇上一些片長達27分鐘或以上的OVA或動畫，J2更會縮短廣告時間以足本播映。2022年6月播出的《食戟之靈 貳之皿》為2010年12月以來首套刪剪原版預告的J2首播動畫。
翡翠台方面，則除預告、過場（《寵物小精靈XY》、《達爾大冒險（2020年版本）》除外）之外，基本都會大致完整播放（片頭回顧、第二集起的恒常開場白、上下半部分重複的部分及對白、停留在固定畫面不設對白的多餘部分仍會遭到刪剪，此等情況多出現於下午時段，早上時段通常只會縮短部分固定畫面的時間）；在時間不足的情況下所作出的刪剪，翡翠台多數會於重播時或下次播放時播回。一些緊貼日本播映的動畫、或於J2播映的動畫，翡翠台則會保留足本播放（惟需要按照《電視通用業務守則——節目標準》進行刪剪），如《機動戰士AGE》、《FAIRY TAIL魔導少年》。2019年，在翡翠台早上首播的《Kawaii木乃伊》保留下集預告和過場（原訂於J2播放故保留原有安排）。而於2014年7月播出的《光之美少女：美樂天使》則為開台以來首套在下午兒童時段播出且設有下集預告的動畫，此前，如果對白無法於完場或下集預告於片尾曲後獨立分開，則會保留相關過場及預告（主要以非兒童向動畫為主）。其後下午兒童時段有部分動畫播出時亦保留此安排。
如果有部分動畫是在允許「PG家長指引」的時段內首播（即使該動畫沒被列為「PG家長指引」），而過後在禁止出現「PG家長指引」的「合家欣賞時間」內進行重播的話，在多數情況下重播的內容會遭到刪剪或調整對白（這種情況通常出現在翡翠台播映的動畫及被列為青少年節目之J2周末日間動畫）。 反之如果在：1.合家欣賞時間 或 2.只允許「PG家長指引」的時段 內進行首播，而過後在允許 1.「PG家長指引」 或 2.「M成年觀眾」的時段內進行重播的話，則是重播的內容相對較為完整（只出現左列1.+1.或2.+2.其中一種情況，這種情況通常出現在J2播映的動畫中，不過亦有機會如常播出刪剪版本）。

### 雙語廣播及字幕
2005年之前，一直只為明珠台播映的部份動畫電影提供雙語廣播及字幕。基於香港與世界各地的文化差異及遷就喜歡原聲廣播的觀眾，香港自2005年至今是全球少數廣泛為動畫節目提供預設字幕及雙語廣播的地區，而全球多數電視台只提供隱藏式字幕及配音版。
於2003年7月12日播出的《神鵰俠侶I 古墓奇緣》為翡翠台首部提供字幕的動畫。由2005年1月9日首播《人生交叉點》起，開始為翡翠台播映的深夜動畫提供雙語廣播及字幕，而同年更為下午播映的兒童類動畫全面提供字幕。由2006年11月11日首播《幪面超人劍》起，開始為特攝提供雙語廣播及字幕。由2008年1月1日起，數碼版本翡翠台開始為部分配有字幕的動畫及特攝提供簡體中文字幕。由2009年2月16日起，雙語廣播及字幕全面擴展至翡翠台早上動畫時段，惟《恐龍王》、《多啦A夢》、《寵物小精靈》及放學ICU時段內播映的動畫未有提供雙語廣播。2014年10月3日起，放學ICU時段內播映的動畫改為編定於節目開始前播出，因此《寵物反斗星》及《喜羊羊與灰太狼之懶羊羊當大廚》分別成為翡翠台最後一部及早期集數不提供雙語廣播的下午首播動畫。（2015年6月播出的《旋風忍術大師》（第5季）為早上時段最後一部）
J2方面，自啟播以來所有首播動畫均提供雙語廣播及繁體中文字幕。而部分在2009年之前於翡翠台首播的動畫，於J2重播時也會改為雙語廣播及提供字幕。
明珠台方面，所有首播動畫均不提供雙語廣播及字幕（重播翡翠台播映過的動畫及動畫電影除外）。而於2007年首播的《妖怪人間》（第二作）更是該台唯一提供英語配音及中文字幕的深夜首播的動畫。
截至現在，《多啦A夢》電視版是唯一一套仍未提供雙語廣播的動畫（因日方版權要求而無法提供，2015年7月於myTV點播區上架的水田版第4輯首次提供，兒童台於2021年8月重播水田版第1輯及2023年1月重播水田版第7輯時再次提供），而劇場版方面於2016年時J2播映《STAND BY ME：多啦A夢》時首次提供，之後於2021年重播《大雄之南極凍冰冰大冒險》時再次提供雙語，而翡翠台於同年首播《大雄之金銀島》起提供雙語廣播，兒童台播出時全面提供雙語廣播。翡翠台於2021年8月14日首播《STAND BY ME 多啦A夢 2》時首次為該台播映的日本動畫電影提供英文字幕，同時也是繼2007年首播《大雄與風之使者》後再次不使用公映版本配音而由自家配音的多啦A夢電影。翡翠台分別於2022年12月26日及2023年1月1日重播《大雄之南極凍冰冰大冒險》及《新·大雄之日本誕生》時未有提供雙語。翡翠台於2024年3月4日在Hands Up時段內播映的《小書痴的下剋上》不提供雙語廣播。

### 原創性與本地化

#### 譯名
多年來無綫配音動畫所使用的譯名，不少都深入民心。但是隨著一些著名動漫品牌官方開始重視譯名的統一性，出現了官方譯名與無綫舊譯名的矛盾。例如歷史悠久的動畫《多啦A夢》，無綫多年來沿用香港中文版漫畫的舊譯名「叮噹」及角色譯名「技安」等，至2000年代無綫跟從品牌官方要求轉用「多啦A夢」等譯名。另一個命運不同的例子是無綫舊譯「寵物小精靈」的《精靈寶可夢》，劇名及當中各種精靈（寶可夢）的無綫版譯名如「比卡超」、「車厘龜」等，早已為香港觀眾所習慣，但在2016年品牌官方統一各地中文譯名，以「精靈寶可夢」等現代標準漢語主導的譯名為準，曾在香港引起反感。而譯名統一後，無綫沒有再播映此動畫，有傳與譯名有關，但無綫未有承認。（此動畫轉由開電視以官方新譯名配音播出。）著名例子還有1990年代無綫將《魔神英雄傳》系列主角名字由「渡」改為「飛雲」，劇中對白「機會嚟喇！飛雲！」膾炙人口，並在後世成為流行語，以致香港人面對收錄此作的中文版電子遊戲時並不習慣原名；《足球小將》主角的漢化名「戴翅偉」（常被誤當成「戴志偉」）、《城市獵人》主角被取名「孟波」，在香港也是深入民心，認受性遠超原名，但「孟波」是源自臺灣盜版漫畫，在臺灣同樣認受性更高。
但亦有譯名的質素為人詬病，如《絕對無敵》的主角機械人名稱，實為「雷神王」日語發音的片假名，無綫棄用「雷神王」而另行取名「獅人鳳」，雖也被不少人視為童年回憶，但在當時亦受到動畫評論專欄予以劣評。而且動漫愛好者之中亦出現了被稱為「動漫塔利班」的群體，他們對所有中文化元素均持強烈厭惡態度。

#### 對白
自1990年無綫播出深夜動畫開始，配音對白方面，不乏原創元素，除了大量加入本地通俗俚語或時事、人物作為元素，更有將本地所注目的外地文化元素重新運用，亦會出現口語化病句。最初僅應用於深夜動畫並依照「香港電視節目分類制度」分類為「成人情節」及「不雅用語」，直至1995年才應用於兒童動畫時段，如《飛天少女豬事丁》黑羽競子說「萬千星輝中同大家見面」，被山川真實回應「台慶好似過了」，置入式行銷自家製的其它電視節目；又如《櫻桃小丸子》配音旁白「小丸子三分鐘就用曬所有嘅能量，真係鹹蛋超人的現實版啦」（此系列香港版本旁白原創性甚高，且風格偏向惹笑，有別於日本原版的溫馨）；2002年《辣妹掌門人》則同時揉合當時為日本潮流尖端的「澀谷辣妹」風潮及以地道港式粵語與潮語對白詮釋動畫中日語解說環節使動畫相當生動及貼地；2009年《爆笑管家》的配音對白亦以此見稱，當中使用大量宅文化元素，例如對白中出現當時仍在日本播放中的特攝《假面騎士W》的角色照井龍（此作風亦不限於無綫配音，如動畫電影《龍貓》有配音對白「乜你個樣咁似盧海鵬」、ViuTV的《海賊王》有配音對白「乜你個樣咁似蘇永康」。）。出身於無綫配音組的配音員周良鴻曾指出，以他在無綫時期所見，本地化對白並不一定能獲得觀眾正面反應，但隨著香港人對粵語保育意識提高，情況有所好轉。不過生動對白多年來仍集中於非兒童向動畫提供。

#### 主题曲
早年無綫對大多數下午兒童時段播出的外購動畫主題曲重新填詞演唱，或重新作曲。使得整套動畫深入人心，動畫主題曲更成為當時經典兒歌，並曾舉辦《兒歌金曲頒獎典禮》多年。（但亦有人認為動畫歌曲不應全當作兒歌。）然而，進入2010年代後動畫粵語主题曲數量大幅減少，《兒歌金曲頒獎典禮》亦不再舉行。至2020年《多啦A夢》仍然在使用粵語片頭片尾曲（主要因版權問題未能提供日語聲道所致）。
2022年1月21日，於翡翠台首播的《屁屁偵探Ⅲ》擁有粵語主題曲，這也是時隔7年之後無綫電視重新為外購日本動畫製作粵語主題曲（上一次無綫電視為外購日本動畫製作粵語主題曲是在2015年）。播出時主題曲部分不設雙語廣播、遮去日文歌詞並加上粵語歌詞，但沒有採取與動畫相同的原裝字體。但此後暫沒再提供除《多啦A夢》外任何粵語主題曲。
部分動畫即使有製作粵語主題曲，重播時有可能會用回原版語言的主題曲，例如1995年《飛天少女豬事丁》在翡翠台首播時為粵語主題曲，但在2001年翡翠台重播時主題曲恢復為日語主題曲（不過2007年轉到兒童台再播時又用回粵語主題曲）。1997年《婚紗小天使》在翡翠台首播和於1998年第一次重播時為粵語主題曲，但在2001年第二次重播時和2002年第三次重播時主題曲恢復為日語主題曲。2022年11月1日，於翡翠台重播的《寶石寵物》，曾經在首播和第一次重播時為粵語主題曲，但第二次重播時，主題曲恢復為日語主題曲。

### 動畫續集「爛尾」
由於香港各電視台購入動畫取決商業考慮及自身盈虧，因此動畫供應量及續集相距時間相對飄忽，亦造成大量動畫續集「爛尾」，以長壽及深夜動畫最為嚴重。如《反斗小王子》、《海賊王》、《名偵探柯南》、《麵包超人》等，現時均沒有電視台定期播出有關續集。自從J2甚至電視廣播有限公司本身於2012年起至今出現大倒退及虧損使「爛尾」更為嚴重，部分更只剩下最後一輯仍未有播出時間表。如《進擊的巨人》、《銀魂》、《FAIRY TAIL魔導少年》、《刀劍神域》、《熱血自由式》、《LET'S GO! 登山少女》等，而2023年9月至今配音組再有離職潮使前述動畫鐵定「爛尾」（可能有超過一半要角不可能再由原來配音員配音或大規模更換配音員/兼配），更波及長壽動畫《多啦A夢》及《櫻桃小丸子》等，雖然《多》及《櫻》仍然播出不至於造成「爛尾」，但不同角色頻繁更換配音員使動畫被破壞得體無完膚。

## 播出時間

### 電視動畫、OVA
2008年J2啟播前，翡翠台會在星期六、日深夜（00:00後；1995年至2001年間部分平日，通常為星期五凌晨，暑假或學校假期期間或會加碼）播放25分鐘或以上的OVA或電視動畫。週末一旦遇到籌款節目、重大節日或特別新聞報道，深夜動畫則多被順延播映或者被暫停播映，餘下未能平均分配的集數或須在其他節目播出前趕及完成則有可能安排高達三至四集連播，而1999年至2001年間平日首播動畫更延至約深夜01:00至03:00播出。J2啟播後，夜間動畫開始轉移至J2，翡翠台夜間動畫減少，有時只重播舊作。2011年8月20日，翡翠台重播（曾於J2首播的）《火影忍者》完畢後，再不設夜間動畫，全面轉移至J2。至於非兒童向動畫電影及劇場版，除非尺度過大而必須在深夜播映，否則通常於星期六晚間時段播映。
2016年10月起，常規深夜首播動畫只在J2星期六、日午夜23:30-00:30（≤60分鐘）左右播出，同日清晨05:00-06:00左右重播，可能會被列為「M成年觀眾」或「PG家長指引」（所有類別）。翡翠台通常於星期六、日早上時段播出等同於日本深夜或晚間類別的動畫（此時段尺度相對下午兒童動畫時段來說比較寬鬆，可播出「PG家長指引」級別節目，但大部分為PGXXL類節目，即「部分內容涉及...」，僅偶有少量PGXXH類節目，亦不可播出「M成年觀眾」級別節目）。而J2亦會在星期六或星期日的午間時段，播出同樣屬於日本深夜或晚間類別的動畫（由2016年起，在多數情況下該時段播出的動畫會列為青少年節目，並且不可出現「PG家長指引」，但有部份除外並採取與翡翠台早上時段相同的刪剪標準），時段約為13:30-14:30（該時段可能因直播賽馬或播映其他節目而導致暫停播映、調動時段或取消）。
2021年3月7日，《FAIRY TAIL魔導少年VI》播映完畢後，J2取消星期六、日晚11:30至12:00首播夜間動畫時段，改播外購劇集，至10月17日這長達七個半月的時間，沒有首播夜間動畫。6月6日至9月3日期間，J2所有首播動畫時段暫停，期間僅於上午及深夜重播舊作。9月4日，J2恢復週末日間首播動畫，逢星期六13:30至14:30播出《WAVE!! 衝浪少年》，每次連播兩集（1小時）。10月18日才恢復首播夜間動畫，星期一至六23:30至24:00播出大熱動畫《工作細胞》作頭炮，但後者又再縮減規模至與J2開台前在1996年至2001年間平日播放夜間動畫安排相若（同樣設於星期四至六其中一天，惟J2播出時間比翡翠台播出時間提早約1至2小時）。
2022年4月至5月因受第五波2019冠狀病毒病疫情而導致配音進度滯後的影響下，翡翠台及J2大多數首播動畫時段均改為重播動畫以作填補，配音組製作動畫僅《食戟之靈》正常播出。
2022年6月起為OTT平台myTV SUPER上架的動畫提供粵語配音，首套為《小書痴的下剋上：為了成為圖書管理員不擇手段！》。
2023年4月23日，《國王排名》播畢後，直至J2停播無限期暫停夜間動畫時段。
明珠台亦會播出主要從歐美國家購入的動畫，大多數不設粵語配音和提供中文字幕或英文字幕。

## 節目採購
學者史文鴻曾於1990年代初期批評香港電視台的兒童節目是以卡通（動畫）為兒童提供娛樂為主，這種安排相對於外國，非常一元化。所選動畫多包括打鬥元素、過度的官能刺激、過快的節奏、科幻，並不適合低齡兒童觀看。其舉出的動畫名稱包括《忍者龜》、《功夫貓黨》等。同時期，學者黃成榮則注意到成人向題材動畫多渲染暴力、性愛、大男人主義，影響觀眾尤其青少年的心理健康。
曾任職於無綫電視的學者吳昊提到，該台採購日本動畫時，有時會遇上前期與後期風格大相徑庭的情況，例如只觀看首集，看似適合兒童時段，開始播放後卻發現其後含有色情及暴力內容，被逼抽起。
1995年，曾有無綫與競爭對手亞視均考慮購買《蠟筆小新》動畫播映權的傳聞，該作引起熱潮但情節帶有一些意識不良的元素。最終亞視購入該作，安排於星期六晚十時半時段播放，對無綫同時段的老牌音樂節目《勁歌金曲》構成收視壓力，而無綫則批評該作意識不良。

## 備註
1. ↑  本條目或附帶提及香港其他電視台對動畫的播放歷史及處理手法。
2. ↑  但同時期亞洲電視卻推出「超感觀動畫」深夜時段播放《淚眼煞星》、《北斗之拳》、《魔界都市》等成人向作品。
3. ↑  另有一部分動畫的上下半部分播放時間與日本動畫一致，例如光之美少女部分作品，包括：
Yes!光之美少女 Go Go!第37、43、45、47集；
光之美少女：幸福精靈第3、13、16、18、28、37、50集；
光之美少女：甜蜜天使第3、34、39、45、49集；
Smile光之美少女、心動！光之美少女所有集數；以及
幸福爆發！光之美少女第42集
4. ↑  高智能方程式OVA為其中之一情形相當嚴重，首兩輯均於「超動感OVA特區」時段播出，少量煙酒、親密及暴露鏡頭能在分類為「PG家長指引」後大致完整播出；至於最後兩輯於下午兒童時段播出，不但語言禁忌生效、刪剪亦因為不准播出「PG家長指引」情節而變得嚴重，明顯與本作到後期觀眾年齡層亦隨之增長的播映安排背道而馳。
5. ↑  《喜羊羊與灰太狼之運動英雄傳筐出勝利》（第2、3、14、16、18、19、20、21、23、24、25、27、28、29、30、31、32、33、34、36、38、39、45、46、47、48、49、50、51、52、53、54集除外）未有刪剪
6. ↑  韓國動畫《車神超激戰》(2017)、日本動畫《DAYS! 綠茵小球王》(2017)、《甜甜私房貓》(2018)、《爆旋陀螺 擊爆戰魂 DB》(2021)、《新乞嗤大魔王》（第18集除外）(2022)、《掌上萌寶小海豹》(2022)、《激爆世紀 樽甲彈蓋人DX》(2022)、《偶像星願7 Third BEAT!》(2023)（第9集除外）、《爆旋陀螺X》(2023)、《新幹線戰士 改變世界》(2024)、《愛犬訊號》(2025)、《星光魔法》(2025)
7. ↑  亞洲電視最早於2002年3月《幪面超人古迦》首播時提供雙語廣播及字幕。
8. ↑  不過香港開電視（現稱：HOY TV）於2022年5月1日首播《寵物小精靈 旅途》（僅第1-132集）首次提供日語原聲。
9. ↑  因其由獅子型、人型、飛鳥型的三機合體而成。
10. ↑  此現象應該出現於本地觀眾接觸外語原版資訊的機會逐漸增多後，約為1990年代起萌生。

## 外部連結
- 無綫電視節目表 （页面存档备份，存于）
- 香港動畫資訊網[永久]